# Masters de Miami 2008
El Masters de Miami 2008 (también conocido como Sony Ericsson Open por razones de patrocinio) fue un torneo de tenis jugado sobre pista dura. Fue la edición número 33 de este torneo. Tanto el torneo masculino como el femenino se celebraron en el Tennis Center at Crandon Park, en Miami, Florida, Estados Unidos, desde el 26 de marzo hasta el 6 de abril de 2008. El torneo masculino formó parte de los ATP Masters Series en el ATP Tour 2008 y el femenino de la serie WTA Tier I del WTA Tour 2008. 
El cuadro masculino estuvo encabezado por el n.º 1 mundial y ganador de la Tennis Masters Cup 2007 Roger Federer, n.º 2 ATP y finalista en el Torneo de Chennai 2008 Rafael Nadal, y el ganador del Abierto de Australia 2008, del Masters de Indian Wells 2008 y anterior campeón Novak Djokovic. Otros tenistas importantes en el cuadro eran el ganador del Torneo de Moscú 2007 Nikolay Davydenko, el finalista de la Tennis Masters Cup 2007 David Ferrer, Andy Roddick, David Nalbandian y Richard Gasquet.
El cuadro femenino estuvo encabezado por la n.º 1 mundial y ganadora del WTA Tour Championships 2007 Justine Henin, la finalista en el Abierto de Australia 2008 y ganadora del Masters de Indian Wells 2008 Ana Ivanović, y la finalista en el Masters de Indian Wells 2008 Svetlana Kuznetsova. Otras tenistas que compitieron fueron la semifinalista en el Abierto de Australia 2008 y en el Masters de Indian Wells 2008 Jelena Janković, la ganadora de París 2008 Anna Chakvetadze, Venus Williams, Daniela Hantuchová y Serena Williams.

## Campeones

### Individuales Masculino
Nikolay Davydenko vence a  Rafael Nadal, 6–4, 6–2
- Fue el primer título de Nikolay Davydenko en la temporada, y el 12º de su carrera. Fue su primer título Masters Series de la temporada, y el segundo de su carrera.

### Individuales Femenino
Serena Williams vence a  Jelena Janković, 6–1, 5–7, 6–3
- Fue el 2º título de Serena Williams del año, y el 30.º de su carrera. Fue su primer título Tier I del año, el noveno de su carrera, y su quinta victoria en el torneo, después de ganarlo en 2002, 2003, 2004 y 2007.

### Dobles Masculino
Bob Bryan /  Mike Bryan vencen a  Mahesh Bhupathi /  Mark Knowles, 6–2, 6–2

### Dobles Femenino
Katarina Srebotnik /  Ai Sugiyama vencen a  Cara Black /  Liezel Huber, 7–5, 4–6, 10–3